# Fabricius (app)
Fabricius é um aplicativo, banco de fotografia e dados, lançada no dia 15 de julho de 2020. Apoiada na inteligência artificial, sua funcionalidade é decifrar línguas antigas, especialmente os hieroglifo do Antigo Egipto. desenvolvida por Google Arts & Culture, a Universidade Macquarie, Ubisoft e psycle.

## História
Em setembro de 2017, ubisoft terminou o desenvolvimento de The Hieroglyphics Initiative, um projecto que se lançou em Museu Britânico, coincidindo intencionalmente com a saída à venda de Assassin's creeds: Origins. Trabalhando em conjunto com Google e Psycle interactive, num projecto de aprendizagem automática para melhorar o processo de recopilación, catalogación e entendimento da linguagem escrita dos antigos egípcios.
Inspirados na pedra de rosetta, os académicos de todo mundo trabalharam para ajudar aos desenvolvedores, na maneira de traduzir o idioma, maneira que se divide em três partes:
1. Extracção: tomar sequências de comandos jeroglíficos e sequências de imagens, e cria facsímiles viáveis.
2. Classificação: treinamento de uma rede neuronal para identificar correctamente mais de 1000 jeroglíficos.
3. Tradução: coincidências de sequências e blocos de texto com dicionários disponíveis e traduções publicadas.

## Funcionalidade
Aprender: Desenhado para facilitar a aprendizagem, onde farás várias tarefas, como: criar facsímiles, reconstruir textos, entender a direcção da leitura, ou traduzir o cartucho de Tutankamón.
Jogar: Desenhado para traduzir palavras ou frases do inglês ou árabe ao jeroglífico.
Trabalha: Desenhado para traduzir jeroglíficos. Disponível sozinho para computadores, podes traduzir textos em jeroglíficos numa imagem.